# Leyenda de Plata
Il Leyenda de Plata, in italiano Leggenda d'Argento, è un torneo annuale promosso, talora in modo discontinuo, dalla CMLL, federazione messicana di lucha libre.
Il nome del torneo è un omaggio a El Santo, lottatore messicano leggendario e considerato da molti esperti di lucha libre non solo il migliore e più popolare luchador dei suoi anni, ma anche uno dei tre grandi di questa disciplina, assieme a Mil Máscaras ed a Blue Demon. Santo era infatti noto con il soprannome di el Enmascarado de Plata, in italiano il mascherato d'argento, dovuto al colore della maschera da lui utilizzata sul quadrato.
Per anni considerato il maggiore e più prestigioso torneo della federazione, oggi vede conteso questo primato dal torneo CMLL Universal.
Le edizioni 2009 e 2010 non sono state tenute per via di contrasti legali con l'erede dei diritti sul nome Santo, il figlio di questi ed anch'egli lottatore messicano El Hijo del Santo. Questi, passato tra 2008 e 2009 alla concorrenza, rappresentata dalla federazione AAA, lamentava l'uso del nome da parte di una federazione di cui non era più parte.
La prima edizione del torneo risale al 1998.
Il primatista del torneo è Mistico, unico lottatore a vantare 3 vittorie nello stesso.

## Vincitori
Di seguito si riporta l'albo d'oro del torneo con i suoi vincitori:
- 1998: Scorpio Jr.
- 1999: El Hijo del Santo
- 2000: Negro Casas
- 2001: Black Warrior
- 2002: Felino
- 2003: edizione non tenutasi
- 2004: Perro Aguayo Jr.
- 2005: Atlantis
- 2006: Mistico (1)
- 2007: Mistico (2)
- 2008: Mistico (3)
- 2009: edizione non tenutasi
- 2010: edizione non tenutasi
- 2011: Volador Jr.